# Costa Cirera
Costa Cirera és una costa de muntanya del terme municipal de Tremp, al Pallars Jussà, en el territori de l'antic terme ribagorçà d'Espluga de Serra.
Està situada a llevant del poble d'Espluga de Serra, al vessant occidental de la carena que separa les conques de les dues Nogueres: a llevant la Pallaresa i a ponent la Ribagorçana.